# Orthostichella subintegra
Orthostichella subintegra là một loài Rêu trong họ Meteoriaceae. Loài này được (Lindb.) Müll. Hal. miêu tả khoa học đầu tiên năm 1901.